# Marcelo Sánchez Sorondo

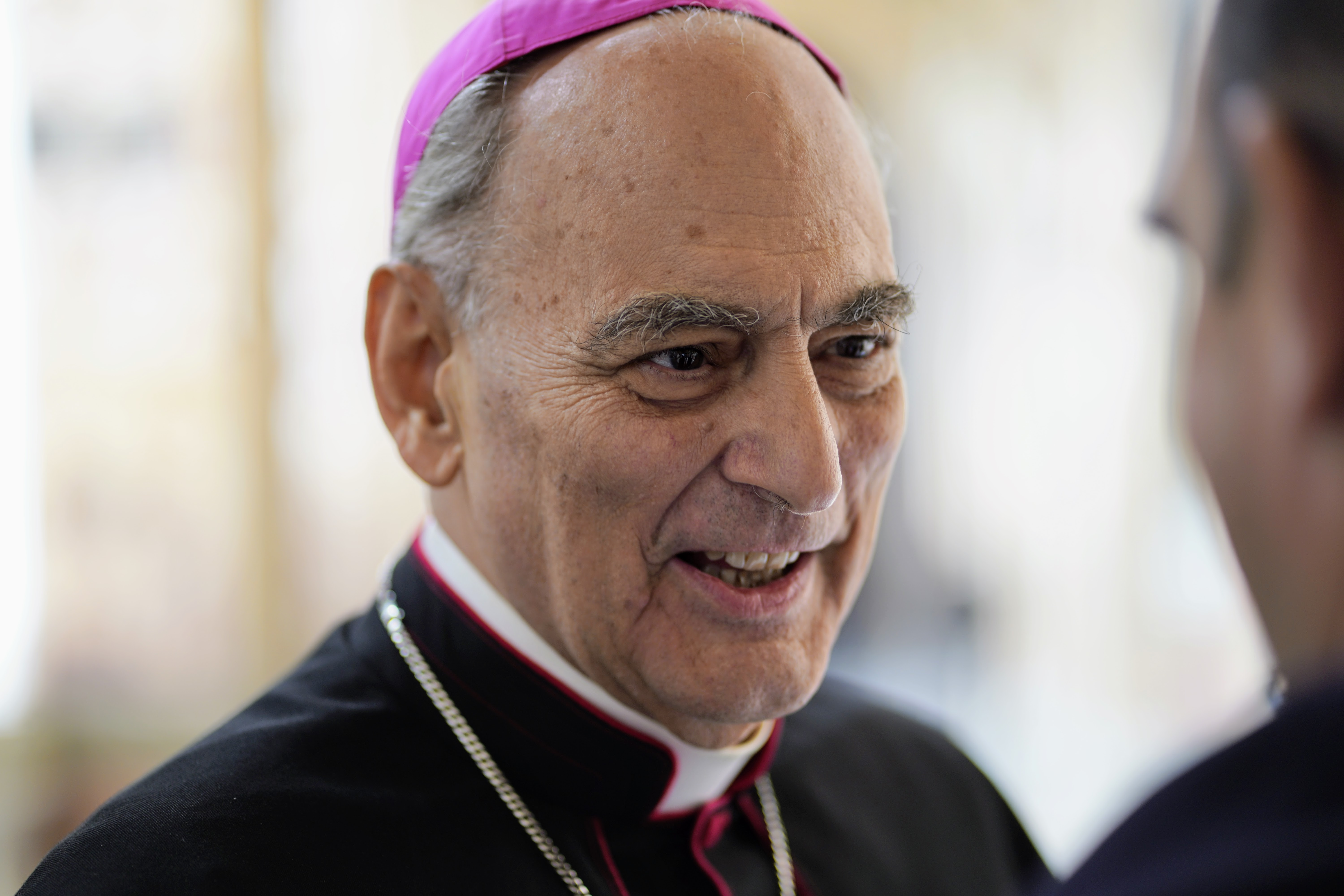
Porträt von Bischof Marcelo Sánchez Sorondo, Vatikanstadt (2020)

Marcelo Sánchez Sorondo (* 8. September 1942 in Buenos Aires) ist ein argentinischer Geistlicher und emeritierter Kurienbischof der römisch-katholischen Kirche.

## Leben
Marcelo Sánchez Sorondo empfing am 7. Dezember 1968 das Sakrament der Priesterweihe. 1974 promovierte er an der Päpstlichen Universität Heiliger Thomas von Aquin in Rom in Katholischer Theologie und erwarb 1977 an der Universität Perugia einen Studienabschluss im Fach Philosophie.
Von 1976 bis 1998 war Sánchez Sorondo Professor für Geschichte der Philosophie an der Päpstlichen Lateranuniversität und von 1987 bis 1996 Dekan der Fakultät für Philosophie.
1998 wurde er Professor für Geschichte der Philosophie an der Libera Università Maria Santissima Assunta in Rom. Seit 1989 ist Sánchez Sorondo Mitglied der Päpstlichen Akademie des Heiligen Thomas von Aquin und war von 1999 bis 2022 deren Sekretär. 1998 wurde er zudem Kanzler der Päpstlichen Akademie der Wissenschaften und der Päpstlichen Akademie der Sozialwissenschaften.
Am 23. Februar 2001 ernannte ihn Papst Johannes Paul II. zum Titularbischof von Forum Novum. Die Bischofsweihe spendete ihm Johannes Paul II. am 19. März 2001 im Petersdom; Mitkonsekratoren waren Kardinalstaatssekretär Angelo Sodano und Giovanni Battista Kardinal Re. Er ist Vize-Großprior des Konstantinordens. 2009 wurde er zum ordentlichen Mitglied der Academia Europaea gewählt.
Am 4. April 2022 wurde Marcelo Sánchez Sorondo durch Peter Kardinal Turkson als Kanzler der Päpstlichen Akademie der Wissenschaften und der Päpstlichen Akademie der Sozialwissenschaften abgelöst.